# Cosmin Moți
Cosmin Moți (Reșița, 3 de desembre de 1984) és un exjugador de futbol romanès. El seu equip últim equip va ser el Ludogorets Razgrad de la Lliga búlgara. La seva posició habitual al terreny de joc era la de defensa central.

## Biografia
El juny de 2008 es va publicar que Moți aniria a la Lazio; el seu president, Claudio Lotito, va viatjar a Romania per discutir el seu fitxatge amb el Dinamo Bucarest, però al final aquest traspàs no es va concretar. Sorprenentment, el jugador fou cedit al Siena l'1 de setembre d'aquell any, dos dies després d'afirmar que no es mouria del Dinamo, tot i l'interès de l'Everton FC. El 2 de febrer de 2009 la seva cessió al Siena es va cancel·lar, i retornà així a Bucarest.
El 28 de juny de 2012 Moți va fitxar pel Ludogorets Razgrad de la Lliga búlgara. He scored his first goal for the team on 4 novembre, during a 4–0 home win against Etar 1924. El 27 d'agost de 2014 Moți es va veure obligat a jugar com a porter els últims minuts del partit classificatori per a la Lliga de Campions de la UEFA contra l'Steaua de Bucarest després de l'expulsió de Vladislav Stoyanov, que va marxar quan l'equip |búlgar ja havia realitzat els tres canvis permesos per reglament. Moți va marcar el primer gol de la tanda de penals i, posteriorment, en va aturar dos, ajudant així a fer que el Ludogorets aconseguís la victòria per 6-5 i la seva primera classificació per la fase final de la Champions.

## Palmarès
Ludogorets Razgrad
- Grup A de Bulgària (2): 2012–13, 2013-14
- Copa búlgara (1): 2014
- Supercopa búlgara (2): 2012, 2014